# Juin 1897

## Événements
- 2 juin, Russie : limitation de la journée de travail à 11h 30, obligation du repos dominical.

- 3 juin (guerre gréco-turque) : vaincue, la Grèce signe un armistice avec le sultan ottoman, qui exige la Thessalie.

- 7 juin : fondation de l'Union suisse des paysans à Berne.

- 16 juin[1] : William McKinley signe le traité d'annexion des îles Hawaii.

- 22 juin :
  - Manifestations grandioses célébrant le jubilé de la reine Victoria du Royaume-Uni en Inde.
  - Attentat terroriste nationaliste à Poona (Inde). Walter Rand, un officiel britannique chargé d'appliquer la loi martiale est assassiné par les frères Chapekar.
  - Célébration du soixantième anniversaire du règne de Victoria du Royaume-Uni.

- 25 juin : Louis-Joseph-Napoléon-Paul Bruchési est nommé archevêque à l'archidiocèse de Montréal.

## Naissances
- 10 juin : Tatiana Nikolaïevna, Grande-duchesse de Russie, seconde fille de Nicolas II.
- 11 juin : Alexandre Tansman, compositeur d'origine polonaise († 15 novembre 1986).
- 23 juin : Trygve Knudsen, philologue, linguiste et lexicographe norvégien († 15 novembre 1986).